# Göran Ulrik Silfverhielm
Göran Ulrik Silfverhielm, född 24 november 1762 på Medevi i Västra Ny socken, död 10 september 1819 på Bredsjö i Järlåsa socken, var en svensk friherre, diplomat och författare.
Göran Ulrik Silfverhielm var son till överstelöjtnant Fredrik Silfverhielm och kusin till Carl Göran Silfverhielm. Han ingick 1779 som kornett vid Östgöta regemente och inskrevs 1785 som student vid Uppsala universitet samt blev efter avslutade studier där hovpredikant 1787 utan att ha prästvigts. Efter att 1787–1791 ha företagit resor utomlands utnämndes han 1792 till andre sekreterare i Kabinettet för utrikes brevväxlingen och samma år till legationssekreterare vid svenska beskickningen i London. Han var chargé d'affaires där 1795–1796, 1799–1800 och 1801–1803 samt blev där anhängare av den animala magnetismen. Som medlem av Exegetiska och philantropiska sällskapet arbetade han ivrigt på att förena swedenborgianism och magnetism. Han avvisade de riktningar, som ville förklara magnetismen enbart från fysiska orsaker. Ett sändebrev, som sällskapet 1787 skickade till La Société des Amis Réunis i Strasbourg, författades troligen av Silfverhielm. I Swedenborgs anda förklaras där magnetismen som verkningar av goda och onda andar. Han var vidare anhängare av den franske mystikern Louis-Claude de Saint-Martin. Även för frimureriet hade Silfverhielm ett livligt intresse. 1789 företog han tillsammans med Gustaf Adolf Reuterholm en resa till denna ordens heliga vallfartsorter. Silfverhielm beundrade Thomas Thorild och tog del i utgivandet av dennes skrifter. Bland hans egna arbeten märks Inledning till kunskapen om den animale magnetismen (1787), Sanningen, Skaldeförsök (1787) och Samlingar för hjertat och snillet (1-4, 1789).